# رز کارون
رُز کارُن (فرانسوی: Rose Caron‎; ۱۷ نوامبر ۱۸۵۷ – ۹ آوریل ۱۹۳۰ (۷۲ سال)) خوانندهٔ اپرای اهل فرانسه با صدای سوپرانو بود.
او برندهٔ نشان لژیون دونور (شوالیه) شده‌است.